# Stackelberginia gracilis
Stackelberginia gracilis är en tvåvingeart som beskrevs av Pavel Lehr 1964. Stackelberginia gracilis ingår i släktet Stackelberginia och familjen rovflugor. Inga underarter finns listade i Catalogue of Life.